# Fortezza del Varignano
La fortezza del Varignano è un edificio militare situato all'estremità della punta che separa il seno delle Grazie da quello del Varignano a Portovenere, nel Golfo dei Poeti in provincia della Spezia.
Dalla seconda guerra mondiale ospita la Base navale "Teseo Tesei" della Marina Militare, sede del Raggruppamento Subacquei ed Incursori.

## Storia

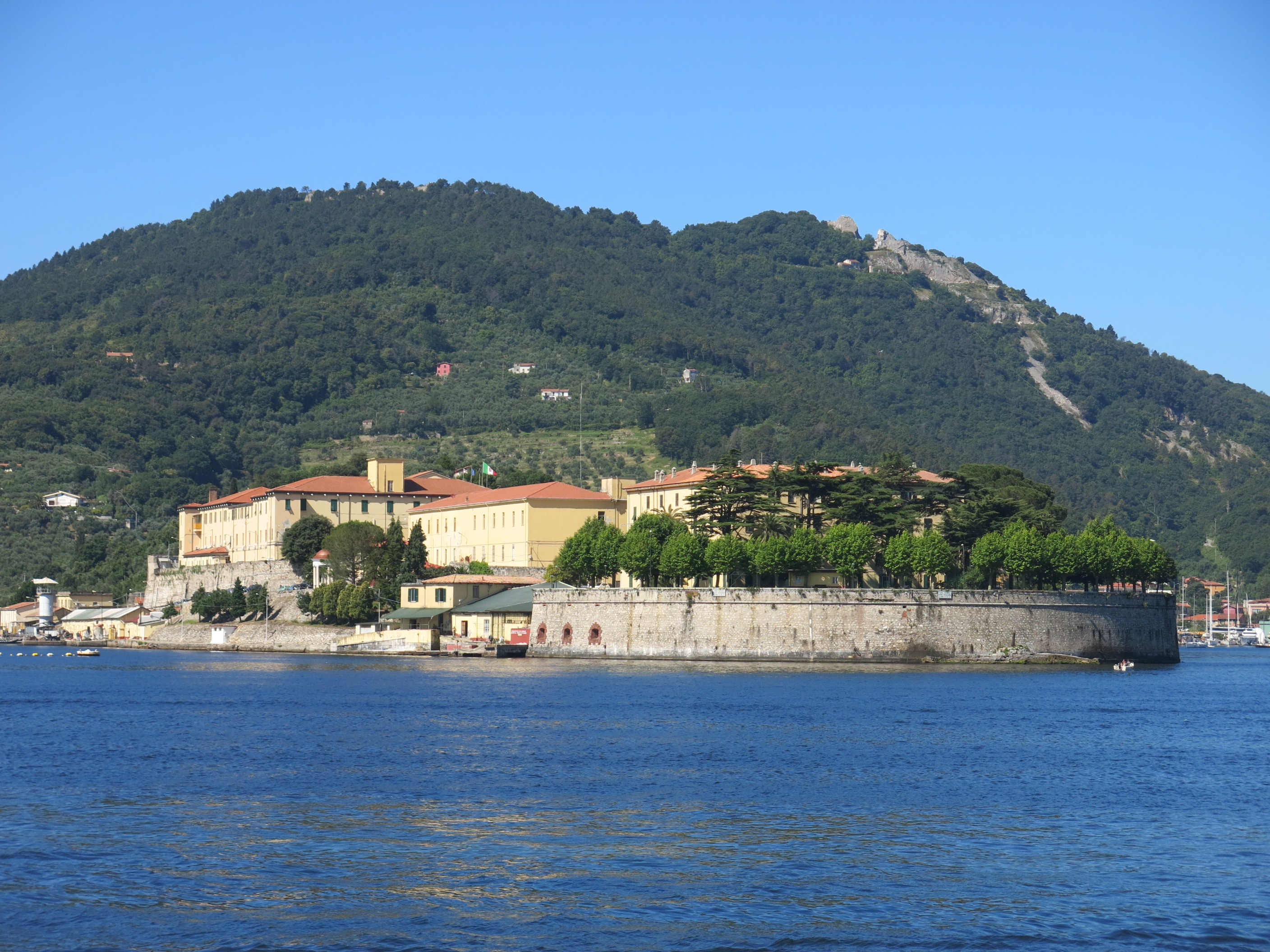
La sede del Comsubin

Fu la Repubblica di Genova, nel 1724, ad edificare sulla punta del Varignano una prima struttura che fu adibita a lazzaretto e magazzino delle merci. La sua realizzazione si deve al Magistrato di Sanità della repubblica genovese che nel 1656 deliberò la costruzione di un grande lazzaretto da erigersi sul promontorio.
Per tutta la dominazione genovese conservò questo uso e fu solo con il successivo dominio napoleonico, dal 1797 con la Repubblica Ligure, che il sito venne trasformato per essere convertito a comando militare del golfo spezzino (1808).
Il lazzaretto passò al servizio della Marina da Guerra francese dall'11 maggio 1808. Lì vi si installò la sede del Comando Militare del golfo e della guarnigione ed iniziarono gli studi, a cura di Santorre di Santa Rosa, per edificarvi un moderno arsenale marittimo.
Al termine dell’epoca napoleonica, il Varignano venne a far parte del Regno di Sardegna e poi del Regno d'Italia. Già carcere e ospedale militare, nel 1862 ospitò Giuseppe Garibaldi per le cure mediche dopo la giornata dell'Aspromonte e ancora, nel 1867, dopo la battaglia di Mentana.
Il Varignano divenne nel 1910 la sede dei Palombari della Regia Marina, allorquando la storica Scuola Palombari (sorta a Genova nel 1849) vi venne trasferita. 
Durante la prima guerra mondiale e soprattutto nel corso della seconda guerra mondiale il forte del Varignano fu sede dei reparti incursori subacquei della Marina che vi si addestrarono per le loro imprese belliche. 
Infine, dal 1952, base degli Incursori della Marina, categoria neo costituita allo scopo di dare continuità alla tradizione dai combattenti dei Mezzi di Assalto della Marina, nonché coltivare il cospicuo bagaglio professionale acquisito durante il secondo conflitto mondiale. Il forte è tuttora sede del Comando subacquei e incursori "Teseo Tesei". 
La caserma è intitolata al Maggiore del Genio Navale Teseo Tesei, medaglia d'oro al valor militare.